# Otus
Otus és un gènere d'ocells rapinyaires nocturns de la família dels estrígids (Strigidae). L'única espècie que habita als Països Catalans és el xot eurasiàtic, nom vulgar que es fa extensiu a la resta d'espècies.
Les espècies d'aquest gènere habiten al Vell Món. Un grup d'ocells pròxims, propis d'Amèrica, i que eren classificats al gènere Otus, són actualment inclosos al gènere Megascops.
Com és usual en la família, les femelles són majors que els mascles, i d'aspecte similar. Totes les aus d'aquest gènere són petites i àgils. Són de color marró en diversos tons críptics, de vegades amb les parts inferiors més clares. Algunes espècies són polimòrfiques, amb individus més grisos i altres d'un color marró vermellós.

## Taxonomia
Segons la classificació del Congrés Ornitològic Internacional (versió 13.1, 2023), aquest gènere està format per 60 espècies:
- xot de l'illa de Flores (Otus alfredi).
- xot de Gran Nicobar (Otus alius).
- xot de Java (Otus angelinae).
- xot de l'Índia (Otus bakkamoena).
- xot de les Andaman (Otus balli).
- xot de Biak (Otus beccarii).
- xot de Principe (Otus bikegila).
- xot raja (Otus brookii).
- xot de Bruce (Otus brucei).
- xot d'Anjouan (Otus capnodes).
- xot de Gran Sangihe (Otus collari).
- xot de Xipre (Otus cyprius).
- xot elegant (Otus elegans).
- xot d'Enggano (Otus enganensis).
- xot d'Everett (Otus everetti).
- xot d'Annobón (Otus feae).
- xot de Palawan (Otus fuliginosus).
- xot de la Reunió (Otus grucheti).
- xot gegant (Otus gurneyi).
- xot de São Tomé (Otus hartlaubi).
- xot becgroc (Otus icterorhynchus).
- xot de les Seychelles (Otus insularis).
- xot de Sokoke (Otus ireneae).
- xot de Lombok (Otus jolandae).
- xot d'Indonèsia (Otus lempiji).
- xot de la Xina (Otus lettia).
- xot de Luzon de muntanya (Otus longicornis).
- Otus madagascariensis
- xot de les Moluques (Otus magicus).
- xot de Sulawesi (Otus manadensis).
- xot de les Mantanani (Otus mantananensis).
- xot de Mayotte (Otus mayottensis).
- xot de Luzon de planura (Otus megalotis).
- xot de les Banggai (Otus mendeni).
- xot de les Mentawai (Otus mentawi).
- xot de Mindoro (Otus mindorensis).
- xot de Mindanao (Otus mirus).
- xot de Moheli (Otus moheliensis).
- xot de Rodrigues (Otus murivorus).
- xot de les Visayas (Otus nigrorum).
- xot d'Aràbia (Otus pamelae).
- xot de les Comores (Otus pauliani).
- xot de l'illa de Pemba (Otus pembaensis).
- xot de les Palau (Otus podarginus).
- xot rogenc (Otus rufescens).
- xot de Madagascar (Otus rutilus).
- xot frontblanc (Otus sagittatus).
- xot de l'illa de Maurici (Otus sauzieri).
- xot eurasiàtic (Otus scops).
- xot del Japó (Otus semitorques).
- xot africà (Otus senegalensis).
- xot de Siau (Otus siaoensis).
- xot de Wallace (Otus silvicola).
- xot de Socotra (Otus socotranus).
- xot muntanyenc (Otus spilocephalus).
- xot de les Sula (Otus sulaensis).
- xot oriental (Otus sunia).
- xot de Wetar (Otus tempestatis).
- xot de Sri Lanka (Otus thilohoffmanni).
- xot de Simeulue (Otus umbra).

Tanmateix, per altres obres taxonòmiques, com el Handook of the Birds of the World i la quarta versió de la BirdLife International Checklist of the birds of the world (Desembre 2019), el gènere Otus conté només 55 espècies, car consideren que les 3 espècies extintes O. grucheti, O. sauzieri i O. murivorus pertanyen al gènere Mascarenotus. A més, consideren que el xot de les Palau (Otus podarginus) pertany al gènere monofilètic Heteroglaux. Pel que fa al xot de Principe (Otus bikegila), aquesta espècie tan sols ha estat descrita el 2022.